# 内藤友明

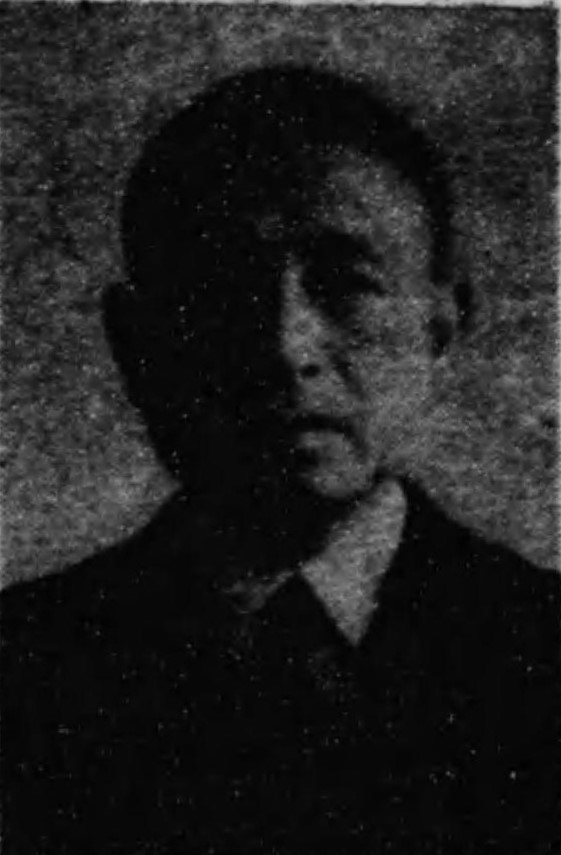
内藤友明

内藤 友明（ないとう ともあき、1894年（明治27年）12月8日 - 1992年（平成4年）3月14日）は、大正から昭和期の農業技術者、政治家。衆議院議員、富山県新湊市長。

## 経歴
富山県射水郡新湊町（新湊市を経て現射水市）出身。1917年（大正6年）東京帝国大学農科大学実科を卒業した。
1932年（昭和7年）1月、新湊町会議員に選出され1期在任。帝国農会参事、富山県農会技師兼幹事、産業組合中央金庫（現農林中央金庫）秘書課長、石黒忠篤農林大臣秘書官、農地開発営団常任幹事、農村更生協会常任理事、農山漁村文化協会監事などを務めた。
1947年（昭和22年）4月の第23回衆議院議員総選挙で富山県第2区に国民協同党公認で出馬して初当選し、以後1955年（昭和30年）2月の第27回総選挙まで再選され、衆議院議員に連続5期在任した。この間、第1次鳩山一郎内閣・農林政務次官、富山県農業会議会長、新湊市農業協同組合長、国民民主党代議士会長、同農林部長、同政策副委員長、日本民主党全国委員会副委員長などを務めた。その後、第29回総選挙まで連続2回立候補したがいずれも次点で落選した。
1967年（昭和42年）7月24日、新湊市長に選出され、1979年（昭和54年）7月23日まで3期在任した。この間、新湊市公害防止条例の制定、緑化推進条例の制定、保健施設の整備、雪害対策として道路消雪管の敷設を行うなど、市民の健康増進の施策などを推進した。